# Diocesi di Pristina
La diocesi di Pristina (in latino: Dioecesis Pristinensis o Prisinensis o Prisdiana o Pizriensis) è una diocesi soppressa della Chiesa cattolica.

## Storia
Si tratta di una diocesi attiva nel XIII e XIV secolo, suffraganea dell'arcidiocesi di Acrida, ma di incerta identificazione: potrebbe essere la stessa diocesi di Prizren (oggi diocesi di Prizren-Pristina). Il nome della diocesi registra molte varianti, che possono far supporre anche un'alternanza fra le sedi di Pristina e di Prizren.
Nel XIV secolo la sede fu assegnata a vescovi ausiliari, il che può indicare che fosse una sede titolare.
Apparteneva alla provincia ecclesiastica della Bulgaria occidentale.

## Cronotassi dei vescovi
- Abraham † (menzionato nel 1204)[1]
- Corrado, O.P. † (prima del 1313 - dopo il 1320)
- Benedetto, O.P. † (prima del 1335 - 13 settembre 1344 nominato vescovo di Sorres)
- Giovanni † (? - circa 1363 deceduto)
- Robert Worksorp † (12 giugno 1363 - ?)
- William Edmunds, O.E.S.A. † (1390 - ?)